# Tipula (Lunatipula) selenaria
Tipula (Lunatipula) selenaria is een tweevleugelige uit de familie langpootmuggen (Tipulidae). De soort komt voor in het Palearctisch gebied.